# Théo Dachary
Pas d'image ? Cliquez ici

a Compétitions nationales et continentales officielles uniquement.

b Matchs officiels uniquement.
Dernière mise à jour le 5 octobre 2024.
Théo Dachary, né le 26 mars 1997 à Mont-de-Marsan, est un joueur français de rugby à XV évoluant au poste de centre.

## Biographie
Théo Dachary commence le rugby au Stade montois, jusqu'en catégorie Crabos.
À ses 18 ans, il quitte les Landes pour le Pays basque voisin, rejoignant le centre de formation du Biarritz olympique à l'intersaison 2015, où il fait ses débuts en équipe première dès le mois de septembre 2015. Il signe son premier contrat professionnel en décembre 2017 pour deux saisons,.
En mai 2019, il signe au RC Toulon où il fait ses débuts en Top 14 contre le SU Agen le 24 août, inscrivant un essai. Après une première saison satisfaisante, sa progression est freinée par la perturbation des compétitions sportives liée à la pandémie de Covid-19 ainsi qu'une rupture de ligament croisé. Après trois saisons, son contrat n'est pas reconduit.
Dachary s'engage alors avec le Stade français Paris, pensionnaire de Top 14, signant un contrat d'une année ; néanmoins, sa saison est gênée par les blessures et la concurrence de Julien Delbouis et Jeremy Ward.
Après une année en Île-de-France et quatre saisons en Top 14, il est contacté directement par le président de l'US Dax Benjamin Gufflet l'ayant déjà côtoyé à Biarritz ; il fait ainsi son retour dans les Landes, s'engageant avec le club dacquois tout juste promu en Pro D2 pour deux saisons.
Peu utilisé par les entraîneurs dacquois et en recherche de temps de jeu, il demande à être libéré de son contrat après sa première saison ; il rejoint ainsi dès l'intersaison 2024 le Rouen NR, club relégué de Pro D2 vers la Nationale.